# Viên Tề Quy
Viên Tề Quy (chữ Hán: 袁齊媯) (405–440), thụy hiệu: Nguyên hoàng hậu (元皇后) là hoàng hậu của Lưu Tống Văn Đế giai đoạn Nam-Bắc triều trong lịch sử Trung Quốc.

## Tiểu sử
Cha bà là Viên Đam (袁湛). Mẹ là Vương thị. Viên Tề Quy kết hôn với Lưu Nghĩa Long khi ông còn là Nghi Đô vương. Bà hạ sinh con trai lớn nhất của ông là Lưu Thiệu và một con gái là Lưu Anh Nga (劉英娥), về sau là Đông Dương Hiến công chúa.
Sau cái chết của Lưu Tống Vũ Đế vào năm 422, huynh trưởng của Lưu Nghĩa Long là Lưu Nghĩa Phù kế vị, tức Lưu Tống Thiếu Đế. Năm 424, một nhóm đại thần cho rằng Thiếu Đế không đủ năng lực để làm hoàng đế nên phế Thiếu Đế rồi lập Lưu Nghĩa Long làm hoàng đế. Bà được lập làm hoàng hậu.

## Hoàng hậu
Viên hoàng hậu khi nào hạ sinh thái tử Lưu Thiệu thì không biết. Theo ghi chép thì năm sinh chính thức của Lưu Thiệu là 426, khi đó cha Lưu Nghĩa Long (Văn Đế) đã là hoàng đế. Tuy nhiên, các sử sách chính thức đã chỉ ra rằng đó không phải là năm sinh thực sự của Lưu Thiệu, khi sinh ra thì Lưu Nghĩa Long vẫn đang là Nghi Đô vương dưới quyền trị vì của huynh trưởng là Thiếu Đế. Theo chính sử thì lý do năm sinh của hoàng thái tử bị giả mạo là do thái tử đã được thụ thai trong giai đoạn Lưu Nghĩa Long đang phải để tang ba năm phụ hoàng Vũ Đế, trong thời gian đó Lưu Nghĩa Long có nghĩa vụ phải kiêng quan hệ nam nữ. Do Vũ Đế qua đời năm 422, nên năm sinh thật sự của Lưu Thiệu là vào một thời điểm nào đó từ năm 423 đến 425. Thái tử Lưu Thiệu là con trai cả của Văn Đế và hoàng hậu Viên Tề Quy.
Các ghi chép chính thức cũng nói về một câu chuyện khác, đó là khi Lưu Thiệu chào đời, Viên Hoàng hậu đã nhìn người con mới chào đời rồi nói rằng, "tướng mạo của đứa trẻ này thật khác thường, và nó chắc chắn sẽ phá hủy quốc gia và gia đình mình. Ta sẽ không nuôi nó." Sau đó, bà muốn người con trai mới lọt lòng phải chết, song khi Văn Đế hay tin thì liền chạy đến và cứu lấy đứa trẻ. (Sử gia hiện đại Bá Dương nghi ngờ về chi tiết này và cho rằng câu chuyện được bịa đặt sau các hành động của Lưu Thiệu.)

## Đòn ghen im lặng
Viên Hoàng hậu, ban đầu rất được Lưu Nghĩa Long sủng ái. Tuy nhiên, theo thời gian, bà đã để mất lợi thế vào tay Phan thục phi. Phan Thục phi xinh đẹp, lại trẻ trung nên ngày càng được Lưu Nghĩa Long sủng ái. Thục phi cũng vì thế mà được đà, rất hay khoe khoang sự sủng ái của hoàng đế và cho rằng, có ngày cô ta sẽ thay ngôi Viên Tề Quy làm Hoàng hậu. Một lần, trước mặt Viên hoàng hậu, Thục phi khoe rằng, một khi cô ta cần tiền thì Hoàng đế sẽ không bao giờ từ chối, dù số tiền cô ta muốn là bao nhiêu. Thực tế thì Lưu Nghĩa Long vốn là một hoàng đế sống rất tiết kiệm. Ngay cả khi ban thưởng cho Hoàng hậu, mỗi lần cũng chỉ vài ba vạn đồng.
Một lần, để thử lòng Văn Đế, Viên Hoàng hậu đã mượn danh tiếng Phan thục phi thỉnh cầu Văn Đế ban cho thân thích của Thục phi một khoản tiền cao gấp từ 6 đến 10 lần so với khoản ông đã ban cho thân thích của Hoàng hậu trước đây. Văn Đế đã dễ dàng chấp thuận, đưa đến 30 vạn đồng không thiếu một đồng nào.
Viên Hoàng hậu nhìn 30 vạn đồng tiền ngồn ngộn trước mặt, uất nghẹn không nói nên lời. Từ thời điểm đó, bà trở nên bực bội với Văn Đế, rồi lâm bệnh trong khi lòng tràn ngập đố kị, song ngay cả khi bị bệnh thì bà vẫn không chịu hòa giải với Văn Đế.
Năm 440, Viên Hoàng hậu qua đời. Giờ phút Viên Hoàng hậu lâm chung, Văn đế nắm chặt tay bà hỏi bà có muốn nói điều gì không song Viên Hoàng hậu một từ cũng không nói, chỉ nhìn trừng trừng Lưu Nghĩa Long, sau đó tự kéo chăn trùm kín mặt, nhất quyết không nhìn mặt ông. Sau khi Viên hoàng hậu qua đời, thái tử Lưu Thiệu đã nổi loạn giết phụ hoàng Văn Đế Lưu Nghĩa Long, gây chính biến cung đình.